# لئوناردو کلریچی
لیوناردو کلریچی (به ایتالیایی: Leonardo Clerici) فیلسوف ایتالیایی معاصر است که که ریاست مؤسسه بین‌المللی اسکرپیتورا (Institute di skriptura)را بر عهده دارد.